# غو تشنغ
غو تشنغ (بالصينية: 頋城) هو شاعر صيني، ولد في 24 سبتمبر 1956 في بكين في الصين، وتوفي في 8 أكتوبر 1993 في أوكلاند في نيوزيلندا بسبب شنق.

## وصلات خارجية
- غو تشنغ على موقع ميوزك برينز (الإنجليزية)